# Balatoni Éva
Balatoni Éva (Hatvan, 1957. június 20. –) magyar opera-énekesnő (mezzoszoprán).

## Életpályája
Hatvanban született, itt tanult zongorázni és énekelni. Középiskolai tanulmányait Miskolcon végezte, főiskolára pedig Debrecenben járt. A Zeneakadémia tanárképző tagozatán 1978-ban szerzett diplomát. Zeneoktatóként kezdte pályafutását, majd 1986-ban a debreceni Csokonai Színházhoz szerződött magánénekesként. Bartók Béla A kékszakállú herceg vára című operájának főszerepében debütált. 1991-óta a Magyar Állami Operaház magánénekese.

## Főbb szerepei
- Csajkovszkij: Anyegin – Larina
- Kodály Zoltán: Háry János – Örzse
- Rossini: Mózes – Sinaide
- Strauss – Elektra – Chrysothemis
- Verdi: Aida – Amneris
- Verdi: Don Carlos – Eboli

## Díjai
- A Magyar Érdemrend lovagkeresztje (2020)[1]